# Dendroaspis
Dendroaspis – rodzaj jadowitych węży z rodziny zdradnicowatych (Elapidae).

## Zasięg występowania
Rodzaj obejmuje gatunki występujące w Afryce (Senegal, Gambia, Gwinea Bissau, Gwinea, Sierra Leone, Liberia, Wybrzeże Kości Słoniowej, Burkina Faso, Ghana, Togo, Benin, Nigeria, Kamerun, Sudan, Erytrea, Somalia, Etiopia, Sudan Południowy, Republika Środkowoafrykańska, Gwinea Równikowa, Gabon, Kongo, Demokratyczna Republika Konga, Rwanda, Burundi, Uganda, Kenia, Tanzania, Malawi, Zambia, Angola, Namibia, Botswana, Zimbabwe, Mozambik, Eswatini i Południowa Afryka).

## Charakterystyka
Węże z tego rodzaju zamieszkują tereny pokryte zaroślami lub prowadzą wręcz nadrzewny tryb życia („Dendroaspis” oznacza dosłownie „wąż drzewny”), poruszają się bardzo szybko, ich jad zawiera silne neurotoksyny, których dawka wprowadzona podczas jednego ukąszenia jest zazwyczaj śmiertelna dla człowieka, o ile w ciągu 1–2 godzin nie zostanie zastosowana antytoksyna. Neurotoksyna oddziałuje na układ nerwowy ofiary, paraliżując mięśnie, w tym mięśnie oddechowe – śmierć następuje wskutek uduszenia.
Charakterystyczną cechą mamb jest dłuższa, niż pozostałe, para pierwszych zębów żuchwowych.

## Systematyka

### Etymologia
- Dendroaspis: gr. δενδρον dendron „drzewo”[7]; ασπις aspis „żmija”[8].
- Dinophis: gr. δεινος deinos „straszny, groźny”[9]; οφις ophis, οφεως opheōs „wąż”[10]. Gatunek typowy: Dinophis hammondii Hallowell, 1852 (= Leptophis viridis Hallowell, 1844).
- Dendroechis: gr. δενδρον dendron „drzewo”[7]; εχις ekhis, εχεως ekheōs „żmija”[11]. Gatunek typowy: Dendroechis reticulata Fischer, 1855 (= Leptophis viridis Hallowell, 1844).

### Podział systematyczny
Do rodzaju należą następujące gatunki:
- Dendroaspis angusticeps (Smith, 1849) – mamba pospolita[12]
- Dendroaspis jamesoni (Traill, 1843) – mamba Jamesona[13]
- Dendroaspis polylepis Günther, 1864 – mamba czarna[14]
- Dendroaspis viridis (Hallowell, 1844) – mamba zielona[14]